# Claude Pétey
Pour les articles homonymes, voir Petey.
 (novembre 2017).
Si vous disposez d'ouvrages ou d'articles de référence ou si vous connaissez des sites web de qualité traitant du thème abordé ici, merci de compléter l'article en donnant les références utiles à sa vérifiabilité et en les liant à la section « Notes et références ».
Claude Pétey, né à Vanves le 2 janvier 1925, mort le 6 juillet 2011 à Versailles, est un écrivain et poète français.

## Biographie
Claude Pétey, tout jeune, dessine et écrit des textes qui s'apparentent à des poèmes. À la suite d'études classiques, il entre à École nationale supérieure des arts appliqués et des métiers d'art puis aux Beaux-Arts de Paris jusqu'en 1945. 
Il a véritablement commencé sa carrière professionnelle vers 1950 chez son oncle, qui dirigeait une société de travaux d'exposition. Puis, vers 1964/1965 il fut appelé par Roger Capron, à Vallauris, comme collaborateur au sein de l'atelier Le Callis. Il remonte ensuite sur Paris où il met en place une société de décoration, toujours avec pour base le carrelage, pour finir par se lier avec la société Carre où il devint responsable de la décoration de salles de bain et cuisines.
En 1975, il rejoint le Musée de la céramique de Sèvres.
Parallèlement, il écrit. Remarqué par José Millas-Martin et Jean L'Anselme, il publie une première plaquette en 1973 : Sang linéaire. Depuis cette date sont parus plus de dix ouvrages de poèmes et réflexions. Avec le parrainage d'Eugène Guillevic et de Jean Rousselot, il est admis en 1989 à la Société des gens de lettres. En mars 1996, le metteur en scène Vicky Messica organise un spectacle sur ses textes  : plus rose que le ciel acide, au théâtre Les Déchargeurs, à Paris. 
Il est responsable de la série La Sève aux Doigts et de l'association Les herbiers d'Image qui édite depuis janvier 1997 la collection de poésie Trilobe. Il fait partie jusqu'en 1996 du Comité de rédaction de Le Cerf-Volant. Il est membre actif, depuis décembre 2001, de la Société des amis de Victor Hugo.
De 1990 à 2002, il collabore à la revue Jointure, dont il est invité d'honneur à l'occasion du numéro 57, daté du printemps 1998. Il participe, début 2000, à la simplification de sa maquette (numéros 64/65 et suivants).

## Œuvres
- Sang linéaire, poèmes, Les paragraphes littéraires de Paris, 1973
- Mes devoirs de vacances, poèmes, Collection Club des poètes, 1983
- L'Erbre en forêt, poèmes, Collection Club des poètes, 1983
- Jusqu'à la fin du sable, poèmes, présentation de Marie Letourneur, 1984
- Le Compotier des crépuscules, poèmes, Éditions Saint-Germain des Prés, 1986
- Soleil intense, poèmes, Éditions de la Maison Rhodanienne de Poésie, Prix Aliénor 1988,
- À la recherche des étoffes, poèmes, Sépia, prix Sépia 1988
- Fouilles pour un futur, Sépia, précédé de Quand un poète invente son aurore, de Serge Brindeau
- Absidiole, Sépia, 1990, suivi de Un séjour en Absidiole, par Serge Brindeau
- Mon nom est un poème à jeun, Les Herbiers d'images, 1998
- avec Louis  Delorme, Un miroir, deux regards, réunissant Grelots et Orgelets, ouvrages bicéphales, Édition du Brontosaure, 2001 et 2002
- avec Louis Delorme, Canevas, Les Granges-le-Roi ; le Brontosaure, 2003
- avec Paul Jolas, Soleil intense, Maison rhodanienne de poésie, 1988
- avec Jean Rousselot, Un œil, Quadra, 1994

## Publications en revues
- Contributions à Le Cerf Volant, et à Jointure.
- Publication dans le numéro 1, 2008,  de concerto pour marées et silence, la revue annuelle de Colette Klein.
- Publication au numéro de mars 2008 d' inédits nouveaux.

## Activités poétiques
Il a été responsable de la série La Sève aux Doigts et de l'Association Les herbiers d'Image qui éditait la collection de poésie Trilobe. Il a fait partie jusqu'en 1996 du Comité de rédaction de Le Cerf-Volant. 